# TSV Schwieberdingen
TSV Schwieberdingen, officieel Turn- und Sportverein Schwieberdingen 1906 e.V. geheten, is een Duitse voetbalclub uit de stad Schwieberdingen, deelstaat Baden-Württemberg. De vereniging ontstond in 1906. Het is met bijna 2200 leden de grootste vereniging in de stad. De sportclub heeft tien actieve afdelingen. De voetbaltak speelde tot 2008 nog in de Oberliga Baden-Württemberg, maar trok zich dan terug en startte opnieuw op het laagste niveau.

## Ligapositionering
(incompleet)
| - 1994-95 (VIII) Kreisliga A Enz/Murr 1ste - 1995-96 (VII) Bezirksliga Enz/Murr 1ste - 1996-97 (VI) Landesliga Württemberg 5de - 1997-98 (VI) Landesliga Württemberg 12de - 1998-99 (VI) Landesliga Württemberg 10de - 1999-00 (VI) Landesliga Württemberg 12de - 2000-01 (VI) Landesliga Württemberg 5de - 2001-02 (VI) Landesliga Württemberg 2de - 2002-03 (VI) Landesliga Württemberg 3de - 2003-04 (VI) Landesliga Württemberg 1ste - 2004-05 (V) Verbandsliga Württemberg 4de - 2005-06 (V) Verbandsliga Württemberg 3de - 2006-07 (V) Verbandsliga Württemberg 2de - 2007-08 (IV) Oberliga Baden-Württemberg |